# Хоэн
Хоэн (яп. 保延 хо:эн) — девиз правления (нэнго) японского императора Сутоку, использовавшийся с 1135 по 1141 год .

## Продолжительность
Начало и конец эры:
- 27-й день 4-й луны 4-го года Тёсё (по юлианскому календарю — 10 июня 1135);
- 10-й день 7-й луны 7-го года Хоэн (по юлианскому календарю — 13 августа 1141).

## Происхождение
Название нэнго было заимствовано из 3-го цзюаня классического древнекитайского сочинения Вэньсюань:「永安寧以祉福、長与大漢而久存、実至尊之所御、保延寿而宜子孫」.

## События
- 1136 год (3-я луна 2-го года Хоэн) — дайдзё тэнно Тоба организовал грандиозный званый ужин[5];
- 1136 год (5-я луна 2-го года Хоэн) — садайдзин Фудзивара-но Иэтада (яп. 藤原家忠) скончался в возрасте 75 лет[5];
- 1136 год (12-я луна 2-го года Хоэн) — удайдзин Минамото-но Арихито стал садайдзином; найдайдзин Фудзивара-но Мунэтада — удайдзином; 17-летний Фудзивара-но Ёринага занял пост найдайдзина[5];
- 1138 год (2-я луна 4-го года Хоэн) — Фудзивара-но Мунэтада постригся в буддийские монахи в возрасте 77 лет[5];
- 1138 год (9-я луна 4-го года Хоэн) — дайдзё тэнно Тоба отправлся на гору Хиэй, где пробыл семь дней[5];
- 2 мая 1140 год (14-й день 4-й луны 6-го года Хоэн) — монахи из буддийских храмов на горе Хиэй объединились для того, чтобы снова сжечь храм Мии-дэра[6].

## Сравнительная таблица
Ниже представлена таблица соответствия японского традиционного и европейского летосчисления. В скобках к номеру года японской эры указано название соответствующего года из 60-летнего цикла китайской системы гань-чжи. Японские месяцы традиционно названы лунами.
| 1-й год Хоэн (Деревянный Кролик)      | 1-я луна        | 2-я луна*  | 3-я луна  | 4-я луна* | 5-я луна  | 6-я луна*              | 7-я луна   | 8-я луна*   | 9-я луна*   | 10-я луна              | 11-я луна* | 12-я луна     |                |
| ------------------------------------- | --------------- | ---------- | --------- | --------- | --------- | ---------------------- | ---------- | ----------- | ----------- | ---------------------- | ---------- | ------------- | -------------- |
| Юлианский календарь                   | 15 февраля 1135 | 17 марта   | 15 апреля | 15 мая    | 13 июня   | 13 июля                | 11 августа | 10 сентября | 9 октября   | 7 ноября               | 7 декабря  | 5 января 1136 |                |
| 2-й год Хоэн (Огненный Дракон)        | 1-я луна        | 2-я луна*  | 3-я луна  | 4-я луна  | 5-я луна* | 6-я луна               | 7-я луна*  | 8-я луна    | 9-я луна*   | 10-я луна              | 11-я луна* | 12-я луна*    |                |
| Юлианский календарь                   | 4 февраля 1136  | 5 марта    | 3 апреля  | 3 мая     | 2 июня    | 1 июля                 | 31 июля    | 29 августа  | 28 сентября | 27 октября             | 26 ноября  | 25 декабря    |                |
| 3-й год Хоэн (Огненная Змея)          | 1-я луна        | 2-я луна   | 3-я луна* | 4-я луна  | 5-я луна* | 6-я луна               | 7-я луна   | 8-я луна*   | 9-я луна    | 9-я луна* (високосная) | 10-я луна  | 11-я луна*    | 12-я луна*     |
| Юлианский календарь                   | 23 января 1137  | 22 февраля | 24 марта  | 22 апреля | 22 мая    | 20 июня                | 20 июля    | 19 августа  | 17 сентября | 17 октября             | 15 ноября  | 15 декабря    | 13 января 1138 |
| 4-й год Хоэн (Земляная Лошадь)        | 1-я луна        | 2-я луна*  | 3-я луна  | 4-я луна* | 5-я луна  | 6-я луна               | 7-я луна*  | 8-я луна    | 9-я луна    | 10-я луна*             | 11-я луна  | 12-я луна*    |                |
| Юлианский календарь                   | 11 февраля 1138 | 13 марта   | 11 апреля | 11 мая    | 9 июня    | 9 июля                 | 8 августа  | 6 сентября  | 6 октября   | 5 ноября               | 4 декабря  | 3 января 1139 |                |
| 5-й год Хоэн (Земляная Коза)          | 1-я луна        | 2-я луна*  | 3-я луна* | 4-я луна  | 5-я луна* | 6-я луна               | 7-я луна*  | 8-я луна    | 9-я луна    | 10-я луна              | 11-я луна* | 12-я луна     |                |
| Юлианский календарь                   | 1 февраля 1139  | 3 марта    | 1 апреля  | 30 апреля | 30 мая    | 28 июня                | 28 июля    | 26 августа  | 25 сентября | 25 октября             | 24 ноября  | 23 декабря    |                |
| 6-й год Хоэн (Металлическая Обезьяна) | 1-я луна*       | 2-я луна   | 3-я луна* | 4-я луна* | 5-я луна  | 5-я луна* (високосная) | 6-я луна   | 7-я луна*   | 8-я луна    | 9-я луна               | 10-я луна* | 11-я луна     | 12-я луна      |
| Юлианский календарь                   | 22 января 1140  | 20 февраля | 21 марта  | 19 апреля | 18 мая    | 17 июня                | 16 июля    | 15 августа  | 13 сентября | 13 октября             | 12 ноября  | 11 декабря    | 10 января 1141 |
| 7-й год Хоэн (Металлический Петух)    | 1-я луна*       | 2-я луна   | 3-я луна* | 4-я луна* | 5-я луна  | 6-я луна*              | 7-я луна*  | 8-я луна    | 9-я луна    | 10-я луна*             | 11-я луна  | 12-я луна     |                |
| Юлианский календарь                   | 9 февраля 1141  | 10 марта   | 9 апреля  | 8 мая     | 6 июня    | 6 июля                 | 4 августа  | 2 сентября  | 2 октября   | 1 ноября               | 30 ноября  | 30 декабря    |                |

* звёздочкой отмечены короткие месяцы (луны) продолжительностью 29 дней. Остальные месяцы длятся 30 дней.